# 윤주일
윤주일(1980년 3월 10일 ~ )은 대한민국의 축구 선수이다.